# Rantzau-Kapelle

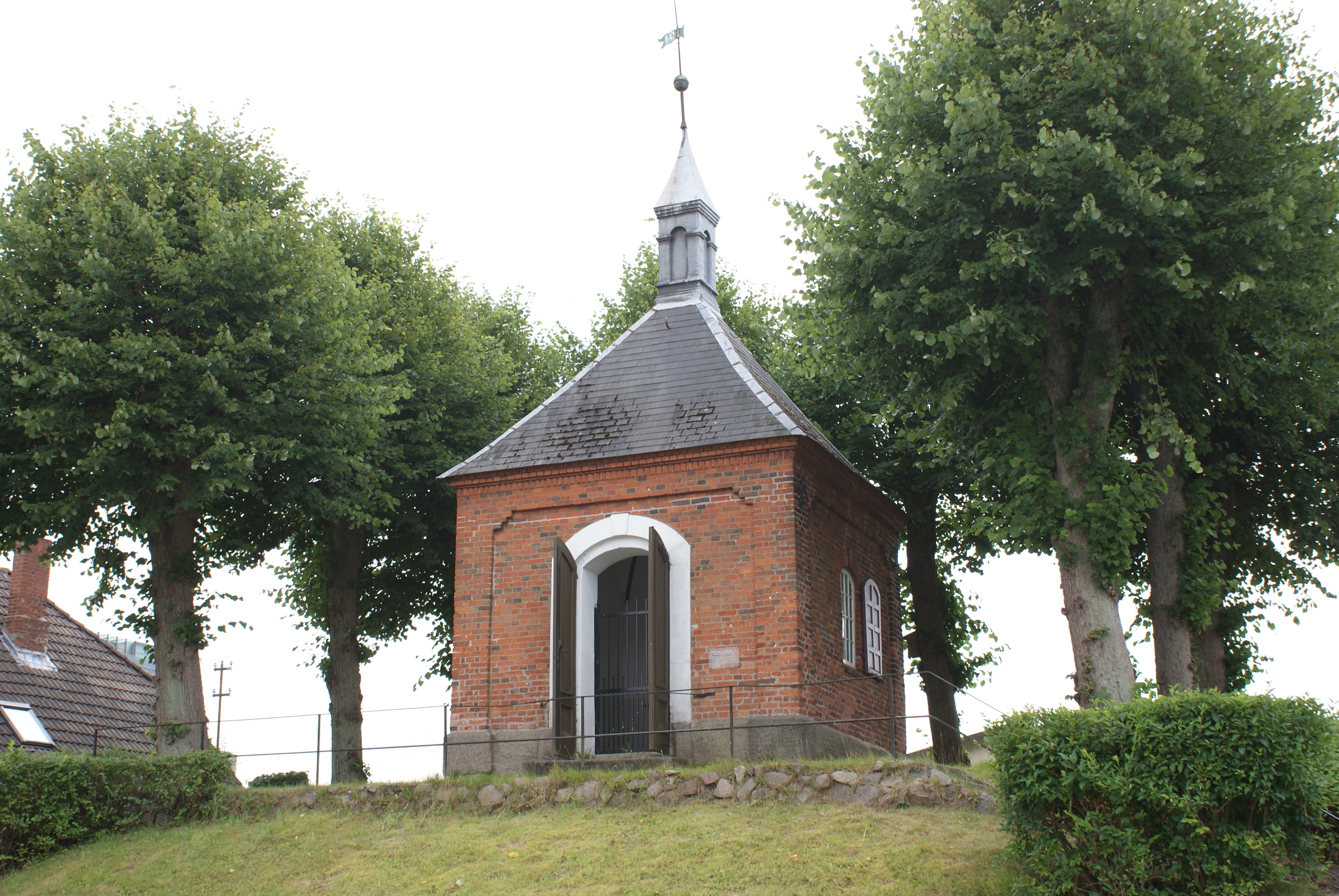
Die heutige Rantzau-Kapelle stammt aus dem Jahr 1770

Die Rantzau-Kapelle in Bad Segeberg in Schleswig-Holstein ist ein 1770 entstandener Nachfolge-Bau der Rantzau-Pyramide, die Heinrich Rantzau 1588 errichten lassen hatte. Die Kapelle befindet sich in der Hamburger Straße in unmittelbarer Nähe des sogenannten Rantzau-Obelisken, eines weiteren Monuments aus der Zeit Heinrich Rantzaus.

## Der Vorgängerbau: Die Rantzau-Pyramide

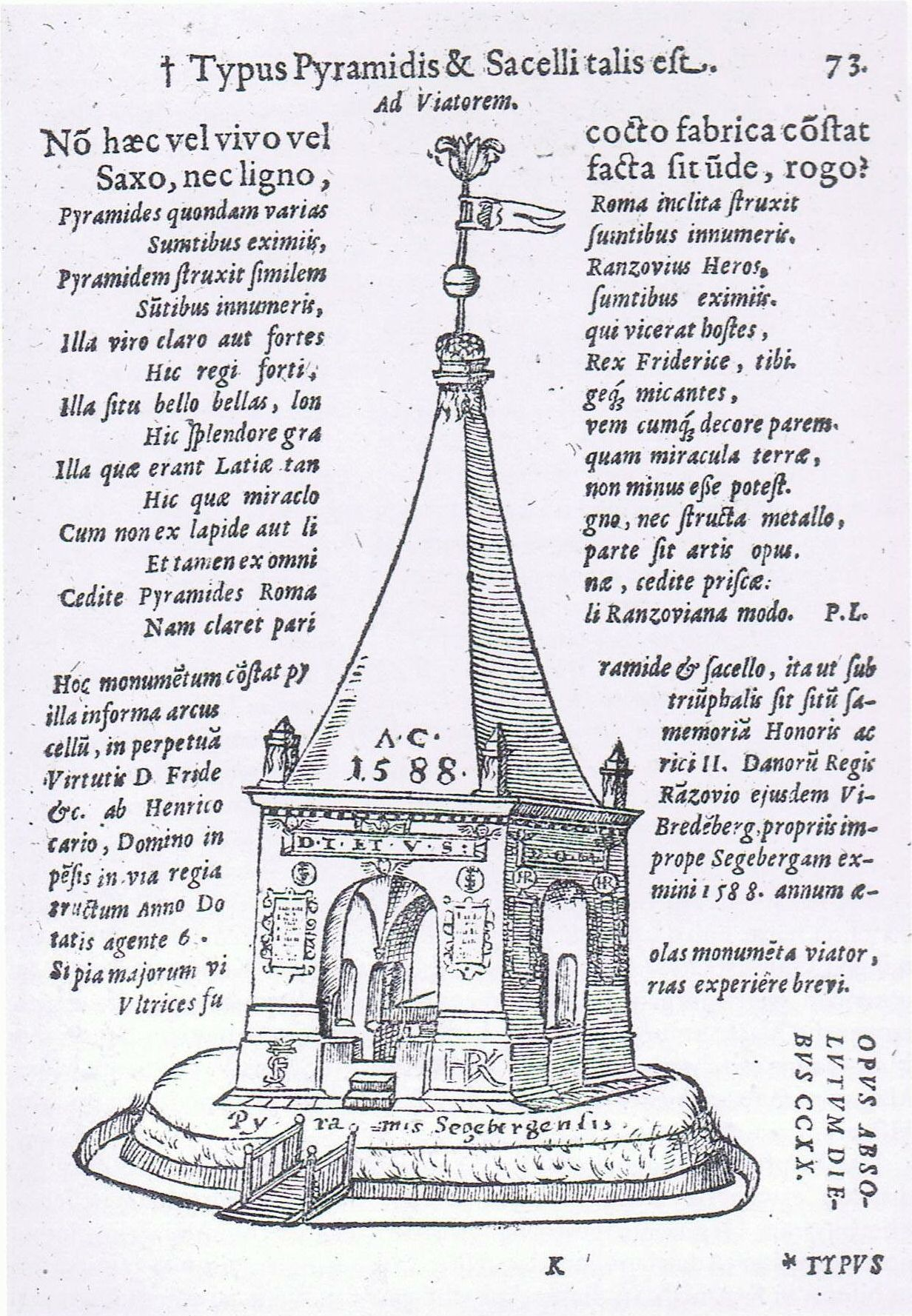
Die Segeberger Pyramide auf einer Darstellung von Peter Lindenberg

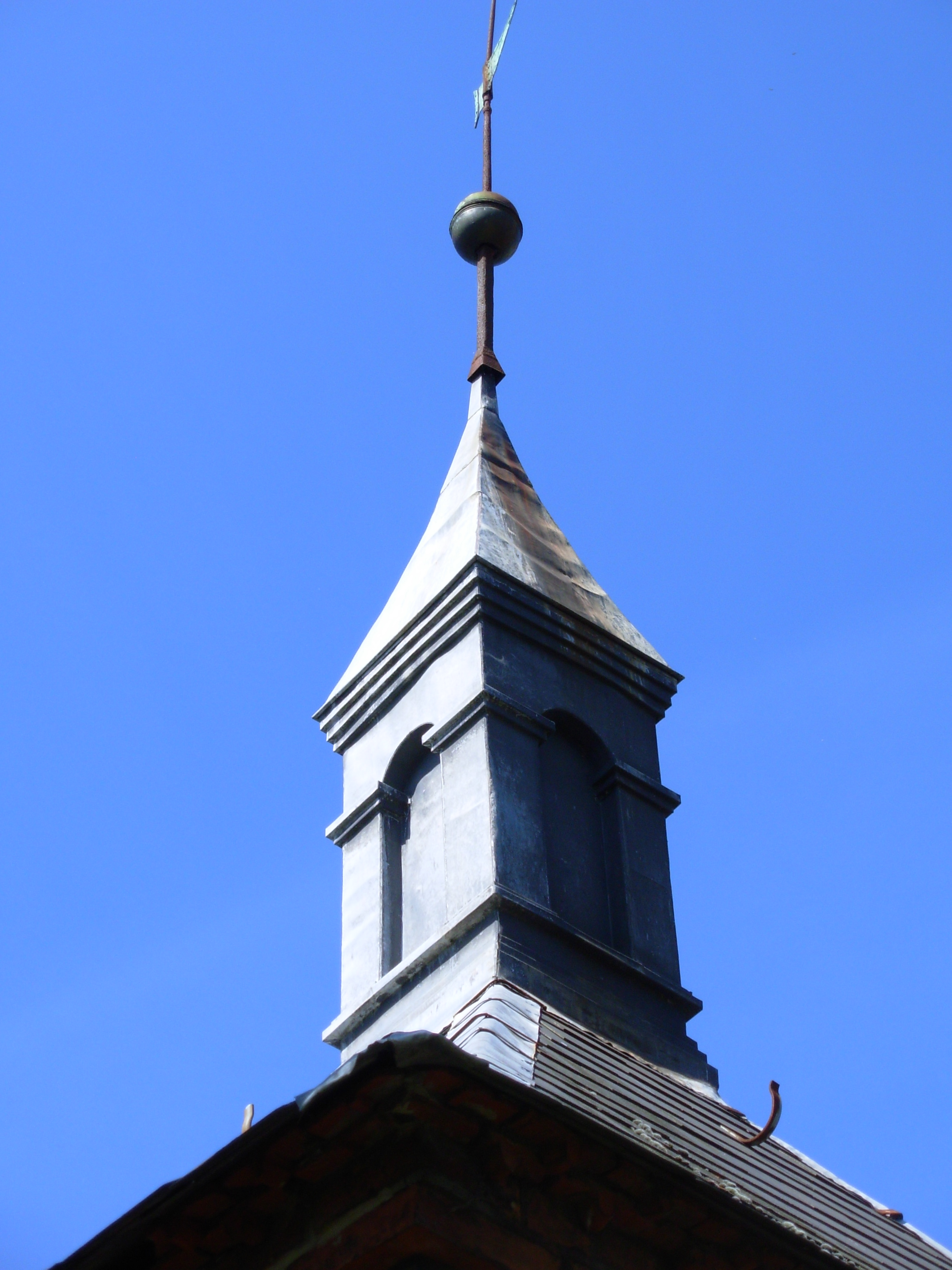
Modell der Segeberger Pyramide aus Zinkblech auf dem Dach der heutigen Rantzau-Kapelle

Die Rantzau-Pyramide wurde 1588 als Ehrenmal durch den königlichen Statthalter in Segeberg, Heinrich Rantzau, in nur 220 Tagen auf einem vorgeblich aus vorgeschichtlicher Zeit stammenden Grabhügel als manieristisches Denkmal ca. 800 Meter vor dem ehemaligen Segeberger Stadttor errichtet. Sowohl in ihrer Gestalt als auch in ihrem Sinngehalt nahm das Denkmal eine herausragende Stellung in den Herzogtümern ein: Der Unterbau bestand aus einem nahezu würfelförmigen Sockel, der auf einem Fundament aus gotländischen Steinen und Felsen aus Höxter stand. Auf allen vier Seiten war er durch Triumphbögen geöffnet; das Dach wurde durch einen hohen pyramidenartigen Aufbau gebildet und soll zusammen mit dem Unterbau an die 15 Meter in die Höhe geragt haben. Den offenen Innenraum überspannte ein Kreuzgewölbe unter dem ein Gedenkaltar stand. Eine Dornenhecke und ein Graben schränkten den Zugang zum Denkmal ein.
Die Pyramide diente sowohl der Erinnerung an den im selben Jahr verstorbenen dänischen König Friedrich II. als auch an ihren Erbauer aus der Familie der Rantzau selbst. Im Inneren waren 18 Kupferplatten angebracht, die von den heroischen Taten König Friedrichs II. kündeten: Auf mehreren Tafeln wurden die militärischen Glanzleistungen des Königs als auch die Leistungen der Rantzauschen Familienangehörigen – insbesondere beim Sieg über die Dithmarscher Bauern 1559 – dargestellt. Es folgten Szenen der Krönungsfeierlichkeiten im selben Jahr sowie die vermeintlichen Großtaten Friedrichs II. im Siebenjährigen Krieg gegen Schweden. Eine weitere Tafel galt der Huldigung des Königs durch die Adelsstände 1580 und eine letzte dem Trauerzug für Friedrich II. 1588.
Das insgesamt vermutlich ca. fünfzehn Meter hohe Denkmal war aus Segeberger Gips des nahen Kalkbergs errichtet. Der Baustoff des Gebäudes erwies sich als nicht dauerhaft wetterbeständig und so verfiel die Pyramide im Laufe der beiden nächsten Jahrhunderte.
Die Errichtung der Pyramide ging mit der Gründung einer wohltätigen Stiftung einher, die auch über den Tod Heinrich Rantzaus bestehen blieb: Jährlich sollten einhundert Bedürftige am Dienstag nach Pfingsten und an den drei darauf folgenden Tagen nach einem Gottesdienst einen Schilling und eine Mahlzeit erhalten. Von den Zinsen der Stiftung war zugleich die Dotation eines Pastors, eines Lehrers und eines Küsters für das Läuten der Glocken vorgesehen, sowie eine Finanzierung für die Bauunterhaltung.

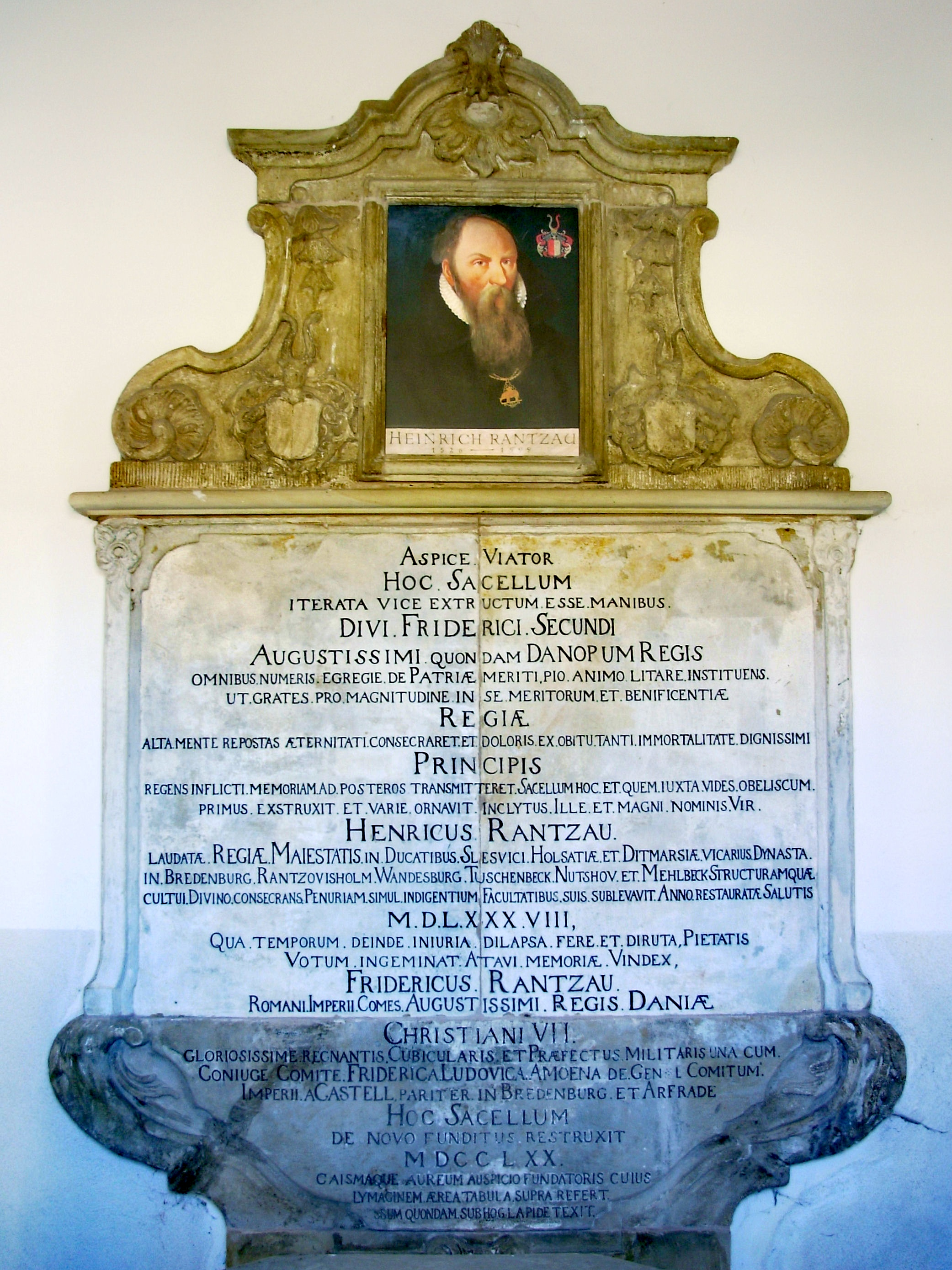
Die Gedenktafel im Inneren der Kapelle

## Die Rantzau-Kapelle
Die Pyramide galt bereits 1622 als arg verfallen und zehn Jahre später erschien sie ganz ruiniert, dennoch wurde sie erst zum Ende des 18. Jahrhunderts abgebrochen und durch eine 1770 fertiggestellte Kapelle ersetzt. Der würfelförmige Unterbau der neuen Kapelle wurde fast vollständig aus Backstein errichtet und in schlichten, spätbarocken Formen gehalten. An etlichen Granitquadern im Sockel sowie an der Türstufe sind an den schwach noch erkennbaren Inschriften Reste der einstigen Pyramide zu erkennen. Das kleine Gebäude von kaum vier Quadratmetern Grundfläche ist mit einem Ziegeldach gedeckt, dass von einem kleinen Dachreiter überragt wird, dessen Gestalt sich an die Form der früheren Pyramide anlehnt. An der westlichen Außenwand bezeugen zwei Maueranker in den Buchstaben „FGR“ den Erbauer der Kapelle, Friedrich Graf zu Rantzau auf Breitenburg (1729–1806).
Der Innenraum unter einem Kreuzgewölbe mit Putzrippen wird durch eine große, einem Epitaph nachempfundene Gedenktafel in Spätrokoko-Ornamentik zu Ehren Friedrichs II., Heinrich Rantzaus und Friedrich Rantzaus geschmückt, die mit einem Konterfei Heinrich Rantzaus (Öl auf Kupfer) bekrönt war. Nach Beschädigungen durch Steinwürfe gelangte das Gemälde in den 1950er Jahren in die Heinrich-Rantzau-Schule, während in der Kapelle eine Replik angebracht wurde. Über der Tür befindet sich eine weitere (fragmentarisch erhaltene) Inschrift, während an den seitlichen Innenwänden Sandsteinwappen Heinrich Rantzaus und Christine von Halles prangen. Der oktogonale Steintisch stammt noch aus der Pyramide von 1588. Das Gebäude ist ein reines Ehrenmal, obwohl es als Kapelle bezeichnet wird, diente es keinen kirchlichen Zwecken.
Auf dem viereckigen Hügel ist die Kapelle von Bäumen umstanden und zur Straße hin mit einer Granitquaderböschungsmauer abgegrenzt. Unter der Zugangstreppe an der nordwestlichen Ecke ist ein „Rantzau-Stein Nr. VI“ mit einer Inschrift vermauert; dieser soll aus der Grundmauer des ehemaligen Gutshauses des Klostervorwerkes – heute Landratshaus – stammen. Ein zweiter „Rantzau-Stein“ mit Inschriften steckt in der nordöstlichen Ecke der Böschungsmauer.

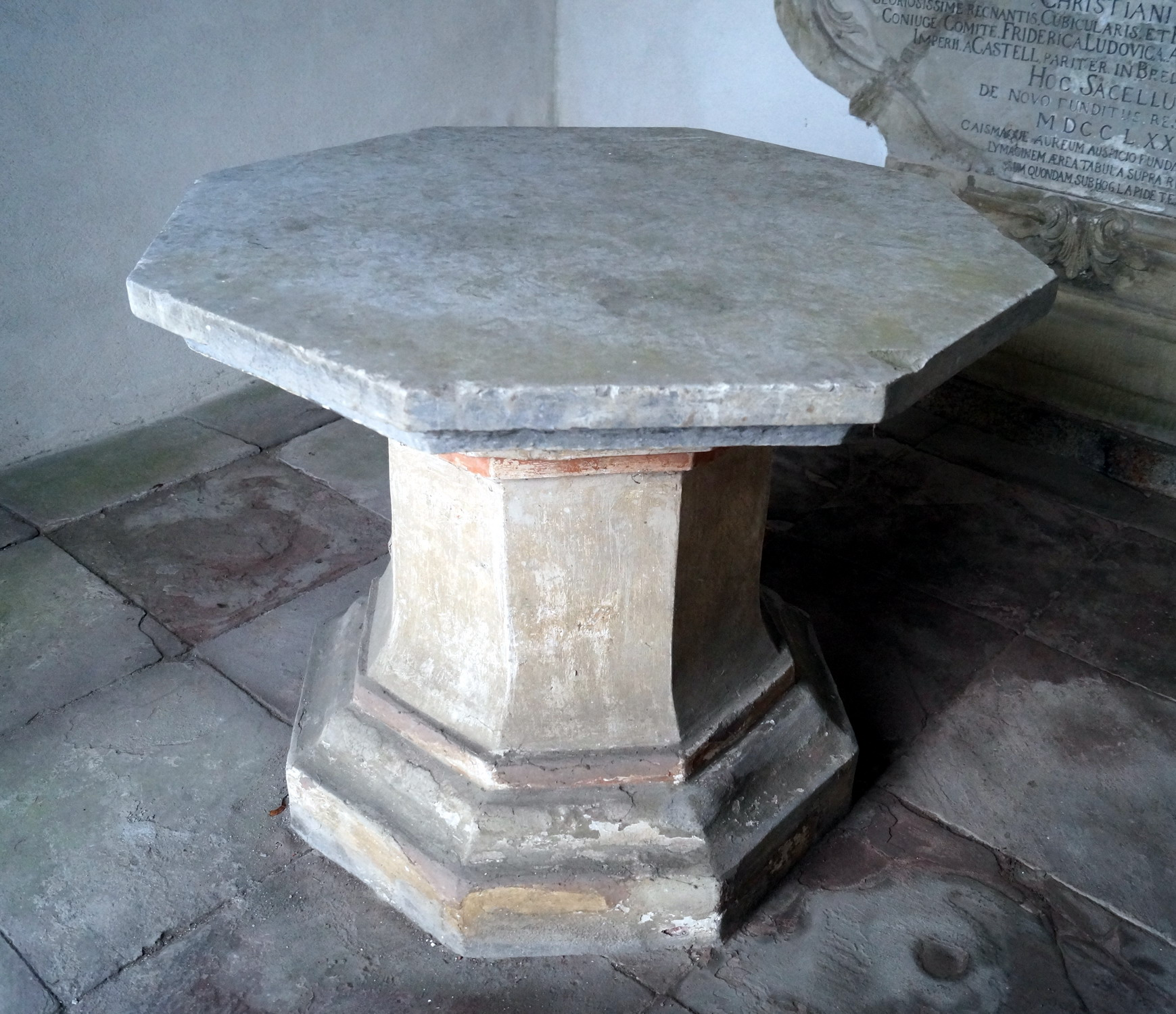
Der achteckige Altar in der Kapelle stammt noch aus der Pyramide von 1588

Nach Protesten wurde die vernachlässigte Kapelle im Herbst 2015 saniert und erhielt neue Tür- und Fensterläden.

## Kuriosa
Die 1588 errichtete Pyramide war bereits auf dem Stich „Arx Segeberga“ von Johann Greve aus dem Jahre 1585 am rechten Bildrand mit einer exakten Darstellung abgebildet. Daraus lässt sich erkennen, dass nicht nur die Absicht zum Bau, sondern bereits auch der genaue Bauplan vorhanden gewesen sein muss.